# Nowa Wieś (Przyłęczek)
Nowa Wieś – część wsi Przyłęczek w Polsce, położona w województwie świętokrzyskim, w powiecie jędrzejowskim, w gminie Wodzisław.
W latach 1975–1998 Nowa Wieś administracyjnie należała do województwa kieleckiego.